# Psorophora
Psorophora Robineau-Desvoidy, 1827 è un genere di zanzare (in inglese floodwater mosquitoes o gang mosquitoes) appartenente alla famiglia Culicidae.

## Distribuzione
Le specie di Psorophora sono riscontrate nelle zone climatiche tropicali e nelle zone temperate più calde delle Americhe.

## Comportamento
Le femmine di Psorophora depongono le uova nel fango secco o umido, tra i rottami, in campi e pianure boscose. Le uova possono sopravvivere mesi o anni anche in assenza di umidità, per poi schiudersi con la pioggia o con l'arrivo di acque alluvionali.

## Importanza medico-sanitaria
Varie specie di questo genere sono vettori di arbovirus, p.e. Psorophora ferox (Ilheus virus), Psorophora ferox e Psorophora confinnis (virus dell'encefalite equina venezuelana).

## Tassonomia
Al 2025 sono note le seguenti specie:
- Psorophora albigenu
- Psorophora albipes
- Psorophora amazonica
- Psorophora champerico
- Psorophora ciliata
- Psorophora cilipes
- Psorophora cingulata
- Psorophora circumflava
- Psorophora columbiae
- Psorophora confinnis
- Psorophora cyanescens
- Psorophora dimidiata
- Psorophora discolor
- Psorophora discrucians
- Psorophora ferox
- Psorophora fiebrigi
- Psorophora forceps
- Psorophora funiculus[1]
- Psorophora goeldii
- Psorophora holmbergii
- Psorophora horrida
- Psorophora howardii
- Psorophora infinis
- Psorophora insularia
- Psorophora jamaicensis
- Psorophora johnstonii
- Psorophora lanei
- Psorophora leucocnemis
- Psorophora lineata
- Psorophora longipalpus
- Psorophora lutzii
- Psorophora marmorata
- Psorophora mathesoni
- Psorophora melanota
- Psorophora mexicana
- Psorophora ochripes
- Psorophora pallescens
- Psorophora paulli
- Psorophora perterrens
- Psorophora pilipes
- Psorophora pilosa
- Psorophora pilosus[3]
- Psorophora pruinosa
- Psorophora pseudoalbipes
- Psorophora pseudomelanota
- Psorophora pygmaea
- Psorophora saeva
- Psorophora santamarinai
- Psorophora signipennis
- Psorophora stonei
- Psorophora totonaci
- Psorophora varinervis
- Psorophora varipes